# KFF Tirana
KFF Tirana is een Albanese damesvoetbalclub gevestigd in Tirana. Ze concurreren in het Albanese damesvoetbalkampioenschap.